# Algemene Volkscongres
Het Algemene Volkscongres (Arabisch: مؤتمر الشعب العام الليبي, Mu'tammar al-sha'ab al 'âmm) was de benaming van het nationale parlement van Libië tijdens het regime van kolonel Moammar al-Qadhafi. Het diende als volksvertegenwoordiging van de Libisch-Arabische Socialistische Jamahiriyah die van 1977 tot 2011 bestond. De voorzitter van het parlement, de secretaris-generaal van het Algemene Volkscongres, was het staatshoofd van Libië. Qadhafi vervulde deze functie van 1977 tot 1979. Na de val van het regime van Qadhafi werd het Algemene Volkscongres vervangen door het Huis van Afgevaardigden.
Het Algemene Volkscongres bestond uit 2700 afgevaardigden van de Basisvolkscongressen, een soort lokale raden die de vertegenwoordigers uit hun midden kozen. Het Algemene Volkscongres koos op haar beurt het Algemene Volkscomité dat bestond uit een secretaris-generaal en een twintigtal secretarissen. Het Algemene Volkscomité gold als het equivalent van een kabinet en de secretarissen als ministers en de secretaris-generaal als minister-president of eerste minister.
De theorieën over de staatsinrichting zoals Libië die kende in de periode 1977-2011 worden door Qadhafi besproken in het eerste deel van diens groene boekje (1975).
Omdat de Libisch-Arabische Socialistische Jamahiriyah geen politieke partijen kende, kon de in theorie iedereen zich op eigen titel kandidaat stellen voor de verkiezingen van de Basisvolkscongressen en dan trapsgewijs worden gekozen in het Algemene Volkscongres. Formeel kende Libië dus een systeem gebaseerd op directe democratie.

## Verwijzingen
1. ↑  Red. Winkler Prins: Winkler Prins Encyclopedisch Jaarboek 1978, Elsevier A'dam / Brussel 1978, p. 175